# Notaría mayor de Andalucía
La Notaría Mayor de Andalucía fue creada en 1252 por el rey Alfonso X el Sabio, junto a las de Castilla y León, siendo su primer titular Garci Pérez de Toledo. Posteriormente este oficio se vinculó hereditariamente a la Casa de Alcalá, cuyos jefes lo ostentaron junto con el Adelantamiento Mayor de Andalucía.